# Mary Baker Eddy
Mary Baker Eddy (Bow, Nou Hampshire, 16 de juliol del 1821- Chestnut Hill, Massachusetts, 3 de desembre del 1910), fou una escriptora i fundadora religiosa, notòria per les seves idees sobre l'espiritualitat i la salut, i pel seu treball com a fundadora de la Ciència Cristiana.
El 1866 va afirmar haver descobert el mateix principi diví que utilitzà Jesucrist i haver-se curat ella a si mateixa miraculosament de danys crítics a la columna vertebral després d'haver patit una caiguda al gel l'1 de febrer d'aquell mateix any a Lynn, Massachusetts. A la seva obra Retrospecció i Introspecció, s'hi troben les experiències que la van guiar, l'any 1866, al descobriment del sistema que denominà Ciència Cristiana.
El 1875 publica la primera edició del llibre Ciència i salut amb Clau de les Escriptures, el pilar de la religió que va fundar. En ell manifesta que «el Principi diví de la curació es comprova en l'experiència personal de qualsevol investigador sincer de la Veritat» i que tal fóra el seu cas.
El 1879, després d'haver comprovat que en contra de les seves expectatives, altres denominacions cristianes no donaven crèdit als seus descobriments, decideix fundar l'Església de Crist Científic (també coneguda com a Església de la Ciència Cristiana), la qual va dirigir, aconseguint en poc temps seixanta mil adeptes.
Al llarg de la seva carrera, Baker Eddy va fundar nombroses publicacions, culminant tota aquesta activitat a la fundació, el 1898, de la Societat Editora de la Ciència Cristiana, encarregada fins a l'actualitat de la publicació dels seus escrits.
Tota aquesta activitat amb els mitjans li va permetre fundar el 1908 el diari The Christian Science Monitor, guanyador de set premis Pulitzer, parcialment com a resposta al periodisme sensacionalista de la seva època, que seguia el desenvolupament de les activitats de Baker Eddy amb entusiasme i diferents graus d'exactitud.
Baker Eddy propugnava la restitució, mitjançant la seva església i el sistema de curació que ella va descobrir, d'un cristianisme més primitiu i restaurador del seu element de curació perdut.

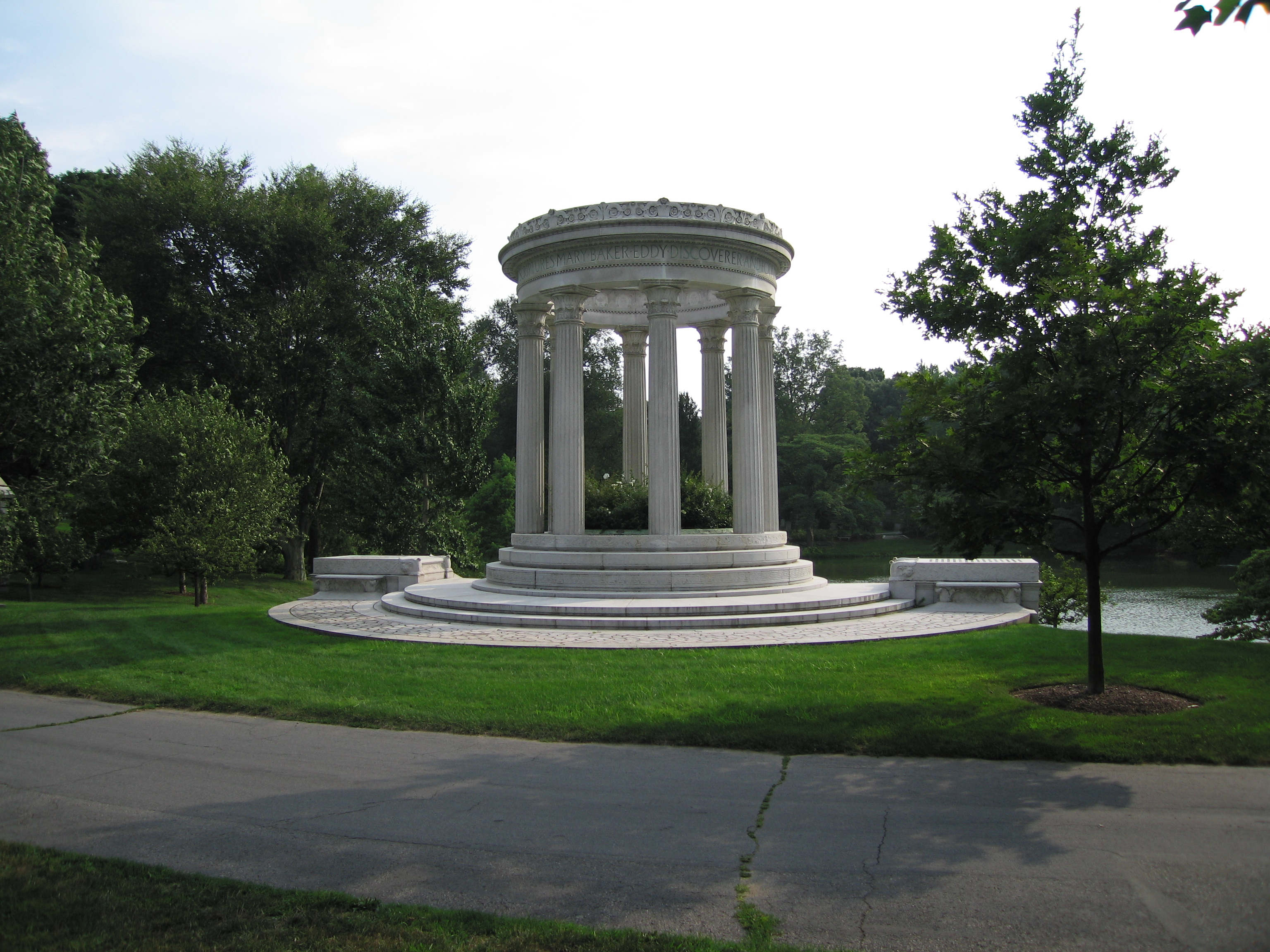
Mausoleu de Mary Baker Eddy

## Biografia
Algunes dates:
- 1821: Nascuda a Nova Anglaterra.
- 1838: Membre de l'església calvinista.
- 1866: Ferida greu després d'una caiguda i recuperada en 3 dies.
- 1875: Publicació del seu llibre Ciència i salut amb la clau de les Escriptures.
- 1879: funda la primera Església de la Ciència Cristiana a Boston EUA.
- 1907: nomenada oficial de l'acadèmia pel govern francès.
- 1908: Funda el diari de notícies The Christian Science Monitor.
- 1910: Morta a Massachusetts, EUA.

### Infància religiosa
Mary Morse Baker va néixer el 16 de juliol de 1821 a Nova Anglaterra a Bow, Nou Hampshire. Era la més petita de sis fills d'Abigail i Mark Baker; es va criar en una família congregacionalista (calvinista).
Amb una salut fràgil, no va poder anar a l'escola normal i va ser educada fins als 15 anys per un dels seus germans, Albert, que era advocat. Va estudiar llengües antigues (grec, llatí i hebreu). La Bíblia és el centre de la seva educació i l'estudi d'aquest llibre tindrà un lloc preponderant al llarg de la seva vida. «Maria va romandre marcada per l'espiritualitat al llarg de la seva vida als albors de l'adolescència, llegia la Bíblia amb regularitat».
De ben jove, ja estava convençuda del poder curatiu de Déu: «Fins i tot des de la meva infantesa, em va moure la fam i la set de coses divines — per un desig d'alguna cosa millor, superior a la matèria, i fora d'ella — buscar diligentment el coneixement de Déu com l'únic gran alleujament sempre present en temps de desgràcies humanes».
Afirmava haver obtingut curacions per a ella i la seva família en diverses ocasions.«Als dotze anys, es va curar, gràcies a la pregària, d'un atac de febre que es va desencadenar després de saber parlar del Judici Final i de l'infern». Les curacions realitzades -segons ella- durant la joventut de Maria van ser senzilles però significatives. […] Una d'aquestes curacions extraordinaries va ser la lesió a la cama de George Baker.
La seva percepció de la bondat de Déu la portarà a qüestionar un punt important de la teologia de l'Església calvinista: la predestinació.«La filla jove d'en Bow no volia admetre la condemnació eterna. Va tenir una interpretació de la Bíblia menys severa que el seu seguici calvinista. El sociòleg Bryan Wilson la situa al costat de la teologia unitària del voluntariat, l'optimisme i la fe en el progrés».

### Vida adulta primerenca marcada per proves doloroses
El 1841 va morir el seu germà Albert, a qui admirava i estimava especialment. La Maria tenia llavors vint anys. Dos anys més tard, es va casar amb George Glover, un emprenedor. La parella es va establir a Charleston, Carolina del Nord. Allà veu l'esclavitud i la desaprova. Però sis mesos després del seu matrimoni, el seu marit va morir de febre groga. De la seva unió va néixer un fill George Washington Glover. De tornada amb la seva família, la salut de Mary es deteriora encara més i no pot criar el seu fill que és donat a una dida. Per tal d'aconseguir una aparença d'independència financera de la seva família, Mary va ensenyar a escoles privades quan la seva salut ho permetia. La seva mala salut crònica i les seves dificultats personals la van empènyer a explorar la qüestió de la responsabilitat de Déu pel sofriment humà.
El 1853, es va casar amb un dentista, el doctor Daniel Patterson; ell, malgrat les seves promeses, no acceptarà el seu fill. I després de dotze anys d'un matrimoni caòtic marcat per les infidelitats del seu marit, es va divorciar.

### Conèixer i experimentar amb diferents mètodes terapèutics
En la seva investigació sobre salut, la porta a experimentar amb diferents mètodes. Sempre preocupada per la seva salut i per la salut en general, es va interessar pels tractaments que la portarien a descobrir la influència de la psique en el cos; el primer és l'homeopatia, un mètode molt popular a l'època, que semblava alleujar-lo. […] Finalment, un dels elements decisius en la seva trajectòria és el descobriment del mesmerisme...
Les seves experiències reforcen la seva creença que la malaltia és essencialment de naturalesa mental.

#### La seva experiència amb l'homeopatia
| « | Des de ben jove, Mary havia provat diferents teories dietètiques populars. Quan s'acostava als trenta anys, va començar a estudiar llibres d'homeopatia. Després de tornar de Carolina del Sud, no només es va tractar amb aquest mètode, sinó que va començar a prescriure aquest tipus de tractament als altres. | » |

| « | Creient en les virtuts de la medicina homeopàtica, la va recomanar a qui l'envoltava i, mentre participava en un tractament, va experimentar l'efecte placebo en un pacient que patia hidropèsia l'estat del qual millorava amb píndoles neutres». | » |

Anys després va escriure: «Un cas d'hidropèsia, condemnat per la facultat, va caure a les meves mans. Va ser un cas terrible. S'havia fet una punxada i, tanmateix, el pacient, estirat al llit, semblava un barril. Vaig prescriure la quarta atenuació d’argentum nitratum, amb de tant en tant una dosi d'alta atenuació de sulfur. El seu estat va millorar notablement. Encara creient-me una mica en les teories actuals de la pràctica mèdica i sabent que el metge que m'havia precedit m'havia prescrit els mateixos remeis, vaig començar a témer un empitjorament dels símptomes a causa de l'ús prolongat d'aquests remeis, i en vaig parlar amb el dona malalta; però no volia acceptar abandonar la medicació mentre estigués en el camí de la recuperació. Aleshores em va venir la idea de donar-li pastilles no medicinals i observar els efectes. Ho vaig fer i ella va continuar millorant. Finalment, va dir que estava disposada a quedar-se sense la seva medicació durant un dia, encara que això signifiqués patiment. Després d'aquest assaig, em va informar que podia prescindir de les pastilles durant dos dies; però al tercer dia va tornar a patir i es va alleujar després de prendre-les. Va continuar així, prenent pastilles no medicinals -i rebent la meva visita de tant en tant- però sense cap altre mitjà, i es va curar..»
«Mary conclou que la fe del pacient en la recepta és més important que els components químics que conté».

#### La seva experiència de mesmerisme i magnetisme
El 1864, el seu marit, Sr. Patterson, va ser alliberat. La parella es va establir a Lynn, Massachusetts.

#### Relat
Segons el seu relat, el febrer de 1866, Mary Baker va tenir una caiguda greu sobre una vorera coberta de gel i es va quedar inanimada. El metge va diagnosticar una commoció cerebral i una paraplegia després d'una luxació de la columna. A petició seva, la van portar a casa i el seu estat va empitjorar. Mentre es creu que s'està morint, demana que la deixin sola amb la seva Bíblia.
Així és com Mary Baker Eddy descriu el que segueix: «El tercer dia després de l'accident, vaig demanar la meva Bíblia i la vaig obrir al capítol nou de Mateu, vers 2. Mentre llegia, la Veritat que curava em va sorgir a la ment i, com a resultat, em vaig aixecar, em vaig vestir amb millor salut que abans».
Va dedicar els tres anys següents, de 1866 a 1869, a un estudi en profunditat de la Bíblia i va treballar per entendre i demostrar aquest sistema de curació que va anomenar Ciència Cristiana.
Durant aquest període, les seves possibilitats econòmiques eren limitades, va passar d'una pensió a una altra, mentre continuava desenvolupant les seves idees a través de l'oració i l'estudi de la Bíblia, practicant la curació i ensenyant als que l'envoltaven. El 1868, Mary Baker Eddy, aleshores senyora Glover, va buscar una comprensió profunda del Principi i les regles de la Ciència Divina que l'havien curat. La Bíblia era el seu únic llibre de referència i realitzava les curacions d'acord amb les lleis divines que va descobrir a les Escriptures.
Així, en comparació amb Phineas Quimby i l'homeopatia, Mary Baker Eddy, en concebre la Ciència de la Curació-Comprensió, ofereix un canvi de perspectiva. Tot i que al principi va acceptar que els seus alumnes practiquen l'imposició de mans, a poc a poc es va allunyant del mesmerisme, acabant per condemnar-lo. «Per què aquesta ruptura?» L'autor de Ciència i salut afegeix un tercer terme a la relació entre curander i pacient: Déu o el Principi diví esdevé l'únic responsable de la curació. Des d'aquesta perspectiva, el mesmerisme és una pràctica no religiosa que rebutja cada cop amb més força.
L'autor va obrir la primera escola de curació de la Ciència Cristiana amb un sol estudiant a Lynn, Massachusetts, cap al 1867.
El 1870, va obtenir els drets d'autor d'un fulletó escrit per als seus estudiants titulat Ciència de l'home.
Mary Baker Eddy afirma que la Ciència Cristiana és un sistema metafísic i científic de curació basat en lleis divines universals. Ella escriurà més tard: «La curació física a través de la Ciència Cristiana resulta, avui com en l'època de Jesús, de l'operació del Principi diví, davant el qual el pecat i la malaltia perden la seva realitat en la consciència humana i desapareixen tan naturalment i necessàriament com la foscor cedeixen pas a la llum i al pecat reforma. Avui, com en el passat, aquestes obres poderoses no són sobrenaturals, sinó supremament naturals. Són el signe d'Emmanuel, o Déu amb nosaltres— una influència divina sempre present en la consciència humana...».

### Publicació de Ciència i salut amb la clau de les Escriptures
El 1875, va publicar Ciència i salut amb la clau de les Escriptures, que és l'obra fonamental de la Ciència Cristiana i conté l'exposició completa.
Mary Baker Eddy va passar els últims quaranta anys de la seva vida revisant aquesta obra; hi haurà sis revisions importants, l'última de les quals el 1907. Escriu: «He revisat CIÈNCIA I SALUT només per donar una expressió més clara i completa del seu significat original».
Aquest llibre es reeditarà constantment sota el títol més complet de Ciència i salut amb la clau de les Escriptures. Aquest treball constitueix la base de la Ciència Cristiana. Ara està traduït a 17 idiomes i també al braille.

### Treball de fundació

#### Fundació d'una Església
El 1876, Mary Glover va crear, amb els seus primers estudiants, una Associació de Científics Cristians.
El 1877, es va casar amb Asa Gilbert Eddy, un dels seus estudiants que va ser el primer estudiant que es va declarar públicament un practicant de la Ciència Cristiana.
Amb la seva Associació d'Estudiants, Mary Baker Eddy va fundar l'Església de la Ciència Cristiana a Boston, el seu objectiu era organitzar una església destinada a commemorar la paraula i les obres del nostre Mestre (Jesucrist), i a restaurar el cristianisme primigeni i el seu element perdut de curació.
El juny de 1879, s'obté l'autorització legal per establir aquesta església de la qual Mary Baker Eddy era, a petició dels membres, la pastora.
El 1892 va reorganitzar la seva Església, les regles i els estatuts de la qual es recullen al seu llibre: El Manual de l'Església. Ara tots els científics cristians poden fer-se membres, no només els que viuen a Boston.

### Publicacions
El 1883 va publicar la revista mensual The Journal of Christian Science i el 1898 la revista setmanal The Christian Science Sentinel.
El 1908, va fundar el diari internacional no religiós The Christian Science Monitor.

### Reconeixements
- El 1893, la Ciència Cristiana es va presentar al Parlament de les religions mundials de Chicago (Mary Baker Eddy, Gillian Gill, Pereus Books, 1998, p.xxxiii).
- A l'Exposició Internacional del Llibre de París de 1907, el govern francès, representat per Aristide Briand, va nomenar Mary Baker Eddy Oficial de l'Acadèmia.
- L'octubre de 1995, va ser una de les divuit dones seleccionades per ser inclosa al panteó americà de dones famoses.
- El 25 de setembre de 2002, el Congrés dels Estats Units va adoptar per unanimitat una resolució que afirmava que Mary Baker Eddy «va ocupar el focus internacional durant la seva vida com a fundadora de la ciència cristiana i va ser la primera dona als Estats Units a fundar i dirigir una religió que es va convertir en un moviment internacional els membres del qual es troben a 139 països». S'han aprovat moltes resolucions similars a uns quants estats i municipis dels Estats Units.

## Homenatge
- Està consagrada al National Women's Hall of Fame.